# Augusta av Bayern
Augusta Amalia av Bayern, född 21 juni 1788 i Strasbourg, död 13 maj 1851 i München, var vicedrottning av Italien, hertiginna av Leuchtenberg och furstinna av Eichstätt. Hon var dotter till kung Maximilian I av Bayern och Augusta av Hessen-Darmstadt. Hon gifte sig 1806 i München med Eugène de Beauharnais.

## Biografi
Augusta förlovades 1805 med den blivande storhertig Karl av Baden; Napoleon ville dock sluta en allians med både Bayern och Baden, och därför arrangerades 1806 i stället äktenskap mellan Karl av Baden och Stephanie de Beauharnais och Napoleons styvson Eugène de Beauharnais och Augusta av Bayern. 
Relationen mellan Augusta och Eugène kom att bli lycklig. Paret bodde i Milano, då Eugène var vicekung av Italien. Vid det franska imperiets fall 1814 flyttade paret till Augustas familj i München, där Eugène av sin svärfar fick titeln hertig av Leuchtenberg och furste av Eichstätt.

## Barn
1. Josefina av Leuchtenberg (1807–1876), gift 1823 med blivande kung Oscar I av Sverige och Norge (1799–1859)
2. Hortense av Leuchtenberg (1808–1847), gift med Fredrik Vilhelm av Hohenzollern-Hechingen
3. August av Leuchtenberg (1810–1835), gift med drottning Maria II av Portugal
4. Amalia av Leuchtenberg (1812–1873), gift med kejsar Peter I av Brasilien
5. Théolinde av Leuchtenberg (1814–1857), gift med Wilhelm av Urach
6. Maximilian av Leuchtenberg (1817–1852), gift med Maria Nikolajevna av Ryssland

## Släktskap med Gustav Vasa
```
                   
Gustav I

                   1496-1560
                       |
                    
Karl IX

                   1550-1611
                       |
                
Katarina av Sverige

                   1584-1638
                       |
     
Kristina Magdalena av Pfalz-Zweibrücken

                   1616-1662
                       |
        Johanna Elisabet av Baden-Durlach
                   1651-1680
                       |
       Dorotea Fredrika av Brandenburg-Ansbach
                   1676-1731 	
                       |

Charlotte Christina Magdalena av Hanau-Lichtenberg

                   1700-1726
                       |
       
Georg Wilhelm av Hessen-Darmstadt

                   1722-1782
                       |
            
Augusta av Hessen-Darmstadt

                   1765-1796
                       |
               Augusta av Bayern
                   1788-1851
```